# Відділ ігрового забезпечення Нью-Джерсі
New Jersey Division of Gaming Enforcement (Відділ ігрового забезпечення Нью-Джерсі або DGE) — це урядова установа в американському штаті Нью-Джерсі, яка була створена 1977 року для підтримки індустрії казино, включаючи ставки на спорт на іподромах у штаті. DGE працює в штаті Нью-Джерсі Департаменту права та громадської безпеки в офісі Генерального прокурора штату Нью-Джерсі.
DGE керує директор, призначений губернатором за згодою Сенату Нью-Джерсі. Директор призначається на термін повноважень губернатора.

## Діяльність

### Моніторинг казино
Слідчі DGE контролюють операції казино, щоб виявити порушення та забезпечити відповідність нормативним актам. 

### Ліцензування
Оскільки кожен власник казино зобов’язаний мати ліцензію, Відділ проводить розслідування діяльності всіх заявників на отримання ліцензій та повідомляє результати в Комісію з контролю казино штату. Комісія проводить громадські слухання з метою відмови або надання ліцензії. 

### Правозастосування
DGE та Бюро регуляторного переслідування відповідають за імплементацію Правил та положень CCC та законів Закону про контроль казино. Обидва бюро розслідують і подають до суду на порушення Закону та положень. 

### Бюро технічних послуг (TSB)
Бюро забезпечує надійність електронного ігрового обладнання. Воно також перевіряє ігрові автомати, аналізує та перевіряє виплати джекпотів.